# Partonopeus de Blois
Partonopeus de Blois o Partenopeus de Blois és un llarg roman d'aventures de 20.000 versos octosíl·labs, escrit en francès antic vers 1170 a 1180; en tot cas sembla anterior a 1188. El seu autor és desconegut (però s'ha atribuït a Denis Pyramus).

## Argument
Partenopeus, nebot de Clodoveu I, rei de França, es perd caçant en les Ardenes. Un vaixell màgic se l'endu a un castell misteriós amb habitants invisibles. Melior, emperadriu de Constantinoble, que ha tramat aquesta trampa per fer-lo arribar al seu castell, el visita cada nit en la foscor però li diu que no ha d'intentar veure-la durant dos anys i mig fins que sigui cavaller i es puguin casar. Partenopeus torna a França per lluitar amb èxit contra els sarraïns, dirigits per Sornegur, rei de Dinamarca. Abans de tornar al castell, la seva mare li dona una llanterna encantada que li permetrà veure la seva amiga. Quan ho fa, Melior l'expulsa, ja que, en veure-la, li ha fet perdre la seva màgia. Les desgràcies consegüents acaben tenint un final feliç quan Partenopeus venç en un torneig els seus contrincants i pot accedir a la mà de Melior i a convertir-se en emperador.
El conte va tenir una continuació en les aventures de Fursin o Anselot, escuder de Partenopeus.

## Analogies
El conte és, en essència, una variant de la llegenda de Cupido i Psique. El nom de Partonopeus (o Partonoples) s'assumeix generalment com una corrupció de Parthenopaeus, un dels Els set contra Tebes, però s'ha suggerit que la paraula podria estar vinculada a Parthenay, sobre la qual hi ha la llegenda que fou fundada per Melusine, una fada que també posa condicions a un cavaller.
La història també es posa en relació amb narracions cèltiques que es recullen en la literatura artúrica com alguns lais o el roman Le Bel Inconnu, on apareix la unió de l'heroi amb una fada que li imposa unes condicions.

## Difusió
El romanç, o una versió derivada d'ell, va ser traduït fins a sis llengües entre els segles XII i XVI: alemany (Partonopier und Meliur, de Konrad von Würzburg), neerlandès (Parthonopeus van Bloys), anglès (Partonope of Blois), danès, islandès (Partalopa saga), i espanyol (Historia del esforçado cavallero Partinobles conde de Bles). En 1588 a Tarragona amb el títol Història de l'esforçat cavaller Partinobles, se'n publicà una versió en català. Molt popular, se'n feren vint-i-dues edicions fins al 1866, catorze d'elles al segle xviii. Pot ser traducció de la versió castellana, però pot ser que derivi d'una traducció catalana anterior, perduda, derivada del francès.
El segle xix, la història original de Parthénopéus de Blois serví com a base pel libretto d'Alfred Blau Esclarmonde, que posteriorment fou una òpera de Jules Massenet.